# 최재혁 (1976년)
최재혁(1976년 ~ )은 대한민국의 JIBS 아나운서이다.

## 학력
- 제주대학교 정치외교학과 졸업
- 제주중앙중학교 졸업

## 진행 프로그램
- JIBS 8 뉴스
- 동네방송 최재혁의 6시